# Острова Вити-Леву
Острова Вити-Леву (англ. Viti Levu Group) — островная группа в составе островов Фиджи. Состоит из острова Вити-Леву и окружающих его островов Мбау, Мбенга, Нукулау и Ватулеле. Общая площадь островов — 10 453 км², население (согласно переписи 2007 года) — 661 997 человек.
На островах расположены восемь из четырнадцати провинций Фиджи. Провинции Мба, Надрога-Навоса и Ра входят в состав Западного округа, а Наитасири, Намоси, Рева, Серуа и Таилеву — в состав Центрального округа. На островах Вити-Леву проживает значительная диаспора выходцев из Индии.
Неподалёку от островов Вити-Леву расположены острова Ломаивичи и острова Ясава, считающиеся отдельными островными группами.